# Bertil Ehrenmark

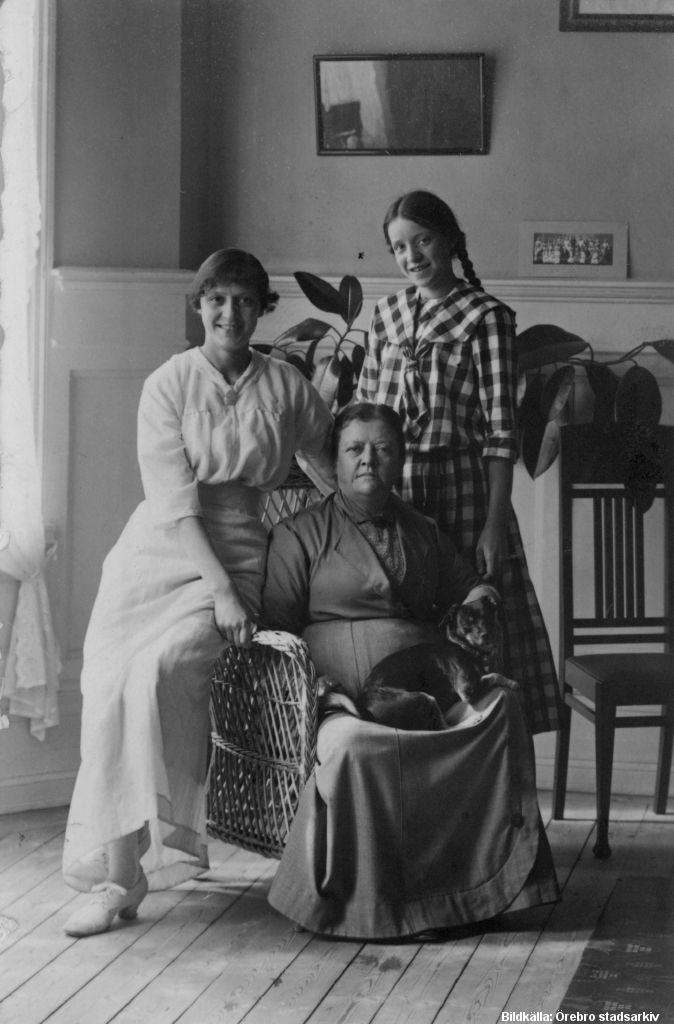
Ehrenmarks systrar och mor. Från vänster: systern Olga (född 1896), modern Berta (född 1864) och systern Margit (född 1902).

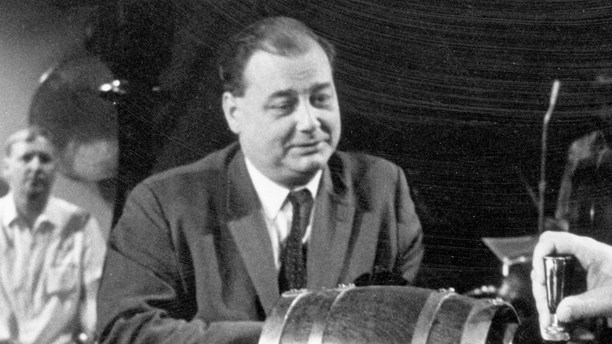
Ehrenmarks son Torsten (1960-tal).

Karl Bertil Reinhold Ehrenmark, född 16 juli 1892 i Heliga Trefaldighets församling i Gävle, död 14 augusti 1966 i Hedvig Eleonora församling i Stockholm, var en svensk skådespelare.

## Karriär
Ehrenmark, som var son till skohandlaren Karl Edvard Ehrenmark och Berta Viktoria Kindlund, engagerades vid Alhambrateatern i Stockholm 1913 för turnéer i landsorten fram till 1920.[källa behövs] Han startade ett eget turnerande teatersällskap 1925.[källa behövs]
Han var engagerad vid flera teatrar i Stockholm, bland annat vid Södra Teatern, Vasateatern och Komediteatern.[källa behövs] Han engagerades av Ernst Eklund 1932 och flyttade senare över till Oscarsteatern.[källa behövs] Han filmdebuterade 1921 i John W. Brunius En vildfågel, och kom att medverka i drygt 35 filmer.

## Privatliv
Ehrenmark var gift första gången 1918–1931 med skådespelaren Gunhild "Gullan" Lidén, andra gången 1933–1942 med Brita Kjellmark och tredje gången 1964 med Anna-Greta Bergdahl, född Mende. Han var far till journalisten och kåsören Torsten Ehrenmark. Bertil Ehrenmark är begravd på Norra begravningsplatsen utanför Stockholm.

## Filmografi (urval)
- 1921 – En vildfågel
- 1923 – Mälarpirater
- 1925 – Skärgårdskavaljerer
- 1925 – Damen med kameliorna
- 1925 – Styrman Karlssons flammor
- 1929 – Konstgjorda Svensson
- 1930 – Kronans kavaljerer
- 1931 – Skepparkärlek
- 1931 – En natt
- 1931 – Röda dagen
- 1931 – Skepp ohoj!
- 1932 – Landskamp
- 1932 – Lyckans gullgossar
- 1936 – Alla tiders Karlsson
- 1936 – Bombi Bitt och jag
- 1938 – Med folket för fosterlandet
- 1941 – Soliga Solberg
- 1941 – Snapphanar
- 1942 – Kan doktorn komma?
- 1942 – Lyckan kommer
- 1943 – Hans Majestäts rival
- 1944 – Mitt folk är icke ditt
- 1944 – Fia Jansson från Söder
- 1944 – På farliga vägar
- 1945 – Rattens musketörer
- 1945 – Bröderna Östermans huskors
- 1945 – I som här inträden
- 1945 – Svarta rosor
- 1945 – Sextetten Karlsson
- 1946 – Försök inte med mej
- 1946 – 91:an Karlsson. "Hela Sveriges lilla beväringsman"
- 1948 – Synd
- 1948 – Lappblod

## Teater

### Roller
| År   | Roll             | Produktion                                                               | Regi             | Teater                  |
| ---- | ---------------- | ------------------------------------------------------------------------ | ---------------- | ----------------------- |
| 1922 |                  | Södergöken Uno Weilerz                                                   | Wilhelm Tunelli  | Söders friluftsteater   |
| 1922 | Valle Friskus    | Anna-Lenas friare Gideon Wahlberg                                        | Leopold Edin     | Söders friluftsteater   |
| 1923 | Valle Friskus    | Anna-Lenas friare Gideon Wahlberg                                        | Leopold Edin     | Söders friluftsteater   |
| 1924 | Valle Friskus    | Anna-Lenas friare Gideon Wahlberg                                        | Leopold Edin     | Söders friluftsteater   |
| 1928 | En arbetare      | Mördaren Hildur Dixelius                                                 | Ernst Eklund     | Komediteatern           |
| 1929 | Tiggare          | Tolvskillingsoperan (Die Dreigroschenoper) Bertolt Brecht och Kurt Weill | Ernst Eklund     | Komediteatern           |
| 1931 | En lakej         | Lilla Katarina (La Petite Catherine) Alfred Savoir                       | Ernst Eklund     | Komediteatern           |
| 1934 |                  | Tovaritch Jacques Deval                                                  | Ernst Eklund     | Komediteatern           |
| 1937 | Chefen           | Timmen H (LʼHeure) Pierre Chaine                                         | Ernst Eklund     | Komediteatern           |
| 1938 | Johan            | Värmlänningarna Fredrik August Dahlgren och Andreas Randel               | Ernst Eklund     | Skansens friluftsteater |
| 1938 |                  | Tolvskillingsoperan (Die Dreigroschenoper) Bertolt Brecht och Kurt Weill | Ernst Eklund     | Oscarsteatern           |
| 1939 | Notarien         | Henrik och Pernilla (Henrik og Pernille) Ludvig Holberg                  | Arne Lydén       | Oscarsteatern           |
| 1940 | 1. scenarbetaren | Så tuktas en argbigga (The Taming of the Shrew) William Shakespeare      | Sandro Malmquist | Oscarsteatern/ Turné    |
| 1944 | En korpral       | Med clippern västerut (Flight to the West) Elmer Rice                    | Helge Hagerman   | Blancheteatern          |

### Fotnoter
1. ↑  Gävle Heliga Trefaldighets kyrkoarkiv, Födelse- och dopböcker, huvudserien, SE/HLA/1010056/C I/24 a (1889-1893(1894)), bildid: A0014463_00291
2. 1 2 3  ”Bertil Ehrenmark”. Svensk Filmdatabas. http://www.sfi.se/sv/svensk-filmdatabas/Item/?type=PERSON&itemid=58461&ref=%2ftemplates%2fSwedishFilmSearchResult.aspx%3fid%3d1225%26epslanguage%3dsv%26searchword%3dBertil+Ehrenmark%26type%3dPerson%26match%3dBegin%26page%3d1%26prom%3dFalse. Läst 4 mars 2013.
3. ↑  Gävle Heliga Trefaldighets kyrkoarkiv, Husförhörslängder, SE/HLA/1010056/A I/23 g (1891-1895), bildid: C0030998_00213
4. ↑  Sveriges befolkning 1940 o Stockholms befolkning 1945
5. ↑  Dagens Nyheter, 23 augusti 1964, sid. 33
6. ↑  ”Bertil Ehrenmark”. IMDb.com. http://www.imdb.com/name/nm0251287/?ref_=fn_al_nm_1. Läst 4 mars 2013.
7. ↑  SvenskaGravar
8. ↑  ”Tilja o Tribun: Söders friluftsteater”. Svenska Dagbladet:  s. 9. 13 maj 1922. https://tidningar.kb.se/bvnrjp3n4q6qbr6/part/1/page/9. Läst 7 augusti 2025.
9. ↑  Ax. A. (7 augusti 1922). ”Konst och Teater: Anna-Lenas friare”. Arbetaren:  s. 5. https://tidningar.kb.se/w9lzq8dmt440wf18/part/1/page/5. Läst 7 augusti 2025.
10. ↑  ”Teater Musik: Söders friluftsteater”. Dagens Nyheter:  s. 7. 5 maj 1923. https://tidningar.kb.se/cr2n79v69jdrz0h8/part/1/page/7. Läst 7 augusti 2025.
11. ↑  Ai. (22 maj 1923). ”Teater Musik: Söders friluftsteater”. Dagens Nyheter:  s. 5. https://tidningar.kb.se/bq1mv4758mw1x13h/part/1/page/5. Läst 7 augusti 2025.
12. ↑  ”Teater och Musik: Söders friluftsteater”. Dagens Nyheter:  s. 7. 28 maj 1924. https://tidningar.kb.se/dxqthlkq2hn0325/part/1/page/7. Läst 7 augusti 2025.
13. ↑  ”Scen och Film”. Dagens Nyheter:  s. 14. 12 december 1928. http://arkivet.dn.se/arkivet/tidning/1928-12-12/340/14. Läst 6 januari 2016.
14. ↑  ”Tolvskillingsoperan”. Musikverket. http://calmview.musikverk.se/CalmView/Record.aspx?src=CalmView.Performance&id=PERF24157&pos=12. Läst 13 maj 2016.
15. ↑  ”Teater Musik Film: Genrep”. Dagens Nyheter:  s. 14. 18 november 1931. https://arkivet.dn.se/tidning/1931-11-18/314/14. Läst 17 augusti 2025.
16. ↑  ”Teater Musik Film: Komediteaterns premiär”. Dagens Nyheter:  s. 12. 9 november 1934. http://arkivet.dn.se/arkivet/tidning/1934-11-09/305/12. Läst 8 januari 2016.
17. ↑  ”Timmen H”. Musikverket. http://calmview.musikverk.se/CalmView/Record.aspx?src=CalmView.Performance&id=PERF24831&pos=29. Läst 13 maj 2016.
18. ↑  ”Teater, Musik, Film”. Dagens Nyheter:  s. 15. 2 juni 1938. http://arkivet.dn.se/tidning/1938-06-02/147/15. Läst 4 februari 2017.
19. ↑  ”Teater Musik Film”. Dagens Nyheter:  s. 15. 7 oktober 1938. https://arkivet.dn.se/tidning/1938-10-07/272/15. Läst 3 januari 2025.
20. ↑  ”Teater Musik Film”. Dagens Nyheter:  s. 11. 23 februari 1939. https://arkivet.dn.se/tidning/1939-02-23/11161-52/11. Läst 3 januari 2025.
21. ↑  ”Så tuktas en argbigga”. Musikverket. http://calmview.musikverk.se/CalmView/Record.aspx?src=CalmView.Performance&id=PERF24682&pos=105. Läst 12 maj 2016.
22. ↑  ”Med clippern västerut”. Musikverket. http://calmview.musikverk.se/CalmView/Record.aspx?src=CalmView.Performance&id=PERF22223&pos=129. Läst 24 april 2016.